# Helle Simonsen (handball)
Pour les articles homonymes, voir Helle Simonsen.
Helle Simonsen, née le 27 août 1976, est une ancienne handballeuse internationale danoise.
Avec l'équipe du Danemark, elle remporte le titre de championne du monde en 1997.
Avec le club de Viborg HK, elle gagne également la coupe EHF en 1999.

## Palmarès

### En sélection nationale
championnats du monde
- troisième du championnat du monde 1995
- vainqueur du championnat du monde 1997

### En club
compétitions internationales
- vainqueur de la coupe EHF en 1999 (avec Viborg HK)